# Chlorid ytterbitý
Chlorid ytterbitý je anorganická sloučenina se vzorcem YbCl3. S chloridem nikelnatým vytváří velmi účinný katalyzátor pro reduktivní dehalogenaci arylhalogenidů.

## Chemické vlastnosti
Elektronová konfigurace valenční slupky iontu Yb3+ je 4f13, což má výrazný vliv na jeho vlastnosti, stejně jako iontový poloměr. Díky jeho poměrně malé velikosti dokáže vystupovat jako rychlý katalyzátor a jeho atomový poloměr (0,99 Å) je srovnatelný s mnoha biologicky důležitými ionty.
Termodynamická vlastnosti v plynné fázi jsou obtížně zjistitelné, protože dochází k disproporcionaci na [YbCl6]3− nebo dimeraci.

## Příprava
Chlorid ytterbitý lze připravit reakcí oxidu ytterbitého s plynným tetrachlormethanem za vysoké teploty nebo s kyselinou chlorovodíkovou:
2 Yb2O3 (s) + 3 CCl4 (g) → 4 YbCl3 (s) + 3 CO2 (g)
Yb2O3 (s) + 6 HCl (aq) → 2 YbCl3 (aq) + 3 H2O

## Využití

### Katalýza
Chlorid ytterbitý se chová jako Lewisova kyselina, díky jednomu nepárovému elektronu v orbitalu 4f. To mu umožňuje koordinaci (zpravidla jako [YbCl2]+) v tranzitním stavu při katalýze alkylačních reakcí, např. aldolové reakce nebo Pictetovy–Spenglerovy reakce.

#### Aldolová reakce
Aldolová reakce je univerzální reakcí v organické syntéze. YbCl3 slouží jako katalyzátor, který napomáhá dekarboxylační aldolové reakci mezi enolátem ketonu a aldehydem katalyzované Pd(0). Tranzitní stavy A a B ukazují koordinaci ytterbité soli jako Lewisovy kyseliny. Pro znázorněnou dekarboxylační reakci s R = terc-butyl a R' = -(CH2)2Ph ukazují výtěžky, že je YbCl3 velmi efektivním katalyzátorem:
| Kovová sůl | % výtěžku sloučeniny 2 |
| ---------- | ---------------------- |
| FeCl3      | 40                     |
| ZnCl2      | 68                     |
| CuCl2      | 40                     |
| LaCl3      | 60                     |
| YbCl3      | 93                     |